# Casatia
Casatia — рід вимерлих китоподібних з раннього пліоцену, приблизно від 5,1 до 4,5 мільйонів років тому. Рід містить один вид C. thermophila. Це було описано з часткового черепа. Його найближчими родичами є нарвал і білуга, але останки були знайдені південніше, ніж його родичі, що підтверджує теорію про те, що монодонтиди еволюціонували з родів теплої води, перш ніж пристосуватися до холодної води.
Скам'янілості були виявлені в Італії і є першими і єдиними відомими скам'янілими рештками монодонтид із Середземноморського басейну. Скам'янілості роду також були знайдені поблизу скам'янілостей сучасних бикової й тигрових акул, а також багатьох вимерлих морських ссавців, таких як Metaxytherium subapenninum.